# Салют, Победа! (выставочный комплекс)
Выставочный комплекс «Салют, Победа!» — музей под открытым небом в городе Оренбурге.

## История
Музей был возведен в запущенном парке имени М. В. Фрунзе и торжественно открыт 6 мая 2005 года, к 60-й годовщине победы СССР над нацистской Германией. Первыми посетителями музея стали ветераны Великой Отечественной войны. Музей является филиалом Оренбургского губернаторского историко-краеведческого музея.

## Экспозиция[2][нет в источнике]
- Скульптуры
  - Монумент, героям павшим в боях за Советскую Родину
  - Бюст В. М. Чердинцева
  - Бюст П. В. Нектова
  - Бюст А. И. Родимцева
  - Скульптура «Возвращайся с победой!»
  - Скульптура «Кавалерист» (в честь подвига 11 кавалерийской дивизии имени Ф. И. Морозова)
- Бронетехника
  - Танк Т-34-85
  - Танк Т-54А

- Автотехника
  - бронетранспортёр БТР-70
  - боевая машина пехоты БМП-1
  - Автомобиль ЗИС-5
  - Автомобиль ГАЗ-67Б
  - Автомобиль ГАЗ-69
  - Автомобиль УАЗ-469
  - Автомобиль ГАЗ-АА
  - Автомобиль ЛуАЗ-967
  - Мотоцикл М-72

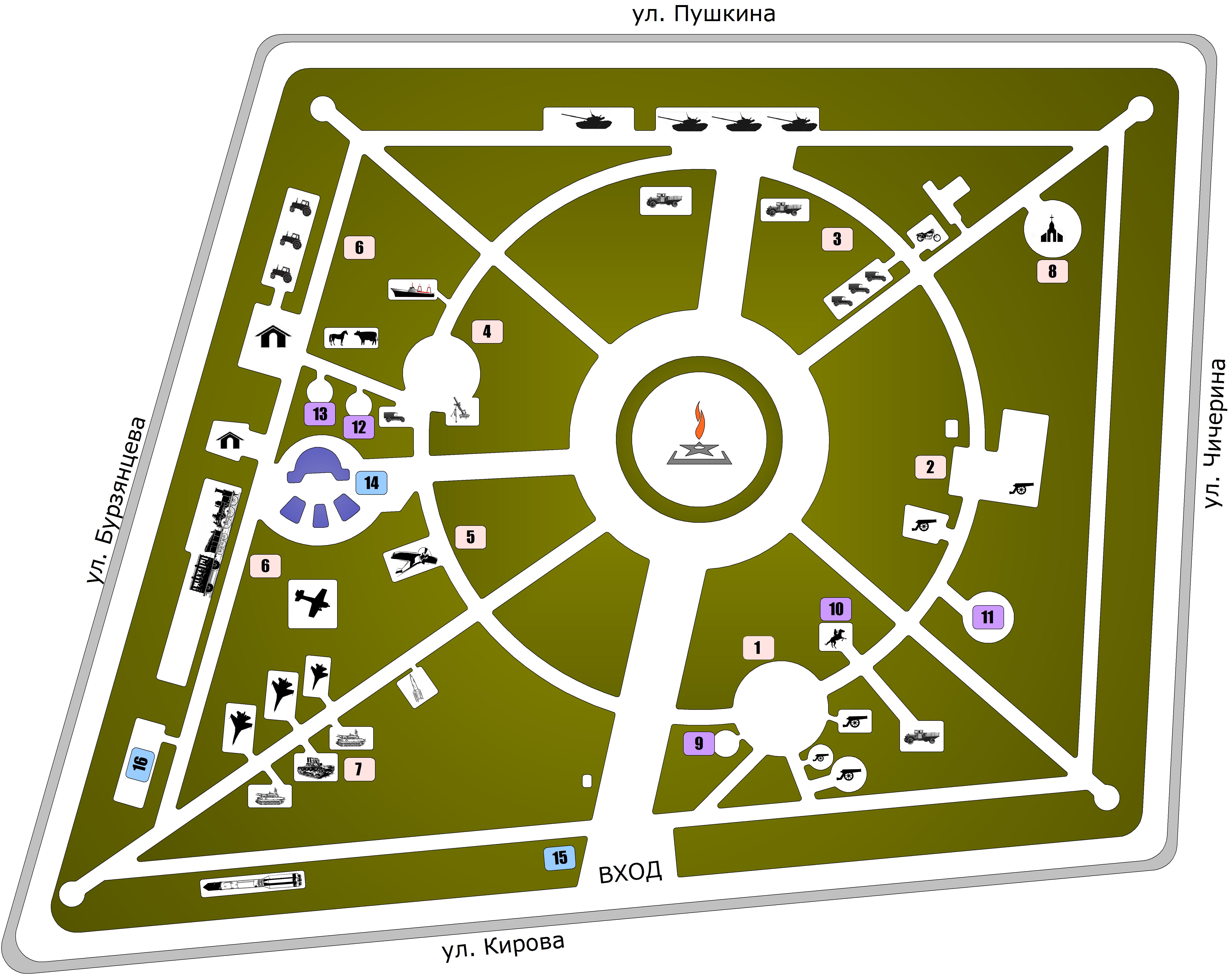
Схема выставочного комплекса «Салют, Победа!»
Цифрами на схеме обозначено:
1-Начало войны. Оборона Москвы
2-Сталинградская битва
3-Курская дуга
4-Форсирование Днепра
5-Победа
6-Тыл — фронту
7-На защите Отечества
8-Часовня
9-Скульптура «Возвращайся с победой!»
10-Скульптура «Кавалерист»
11-Бюст А. И. Родимцева
12-Бюст П. В. Нектова
13-Бюст В. М. Чердинцева
14-Летняя эстрада
15-Охранный пост
16-Туалет

  - Буксирно-моторный катер БМК-130М, на катере установлен пулемет «Максим» образца 1910 года
- Артиллерийская техника
  - Зенитно-ракетный комплекс «Круг»
  - Самоходная пусковая установка 2П24
  - Самоходная артиллерийская установка ИСУ-152
  - Самоходная артиллерийская установка «Акация»
  - Реактивная система залпового огня БМ-21 «Град»
  - Боевая машина реактивной артиллерии БМ-13 «Катюша»
  - 120-мм полковой миномёт обр. 1938 г.
  - 37-мм автоматическая зенитная пушка образца 1939 года (61-К)
  - 122-мм гаубица образца 1938 года (М-30)
  - 305-мм гаубица образца 1939 года (Бр-18)
  - 76-мм дивизионная пушка образца 1942 года (ЗИС-3)
  - 100-мм полевая пушка образца 1944 года (БС-3)
  - 152-мм гаубица-пушка образца 1937 года (МЛ-20)
  - на понтоне установлена 57-мм противотанковая пушка образца 1941 года (ЗИС-2)
- Оружие пехоты
  - Противотанковое ружье системы Дегтярева
  - Противотанковое ружье системы Симонова
  - Станковый пулемет системы Дягтярева — Шпагина
- Авиационная техника
  - Миг-17
  - Су-17М
  - МиГ-23
  - Ан-2
  - Як-3
- Межконтинентальные ракеты
  - Межконтинентальная баллистическая ракета МР УР-100 «Рысак»
  - Межконтинентальная баллистическая ракета Р-36М2 «Воевода»
- Железнодорожная техника
  - Паровоз Э
  - Санитарный вагон
  - Платформа, с установленной автоматической зенитной пушкой образца 1939 года
- Сельскохозяйственная техника и быт
  - Трактор СТЗ-1
  - Трактор Универсал
  - Трактор ДТ-54
  - Трактор МТЗ-5
  - Трактор Т-74
  - Трактор К-700
  - Полевой стан
  - Сельскохозяйственный инвентарь военных лет
  - Скульптуры домашних животных

Музей располагается под открытым небом между улицами Чичерина, Кирова, Пушкина и Бурзянцева. На территории парка также находятся часовня Святого великомученика Георгия Победоносца и вечный огонь.

## Галерея

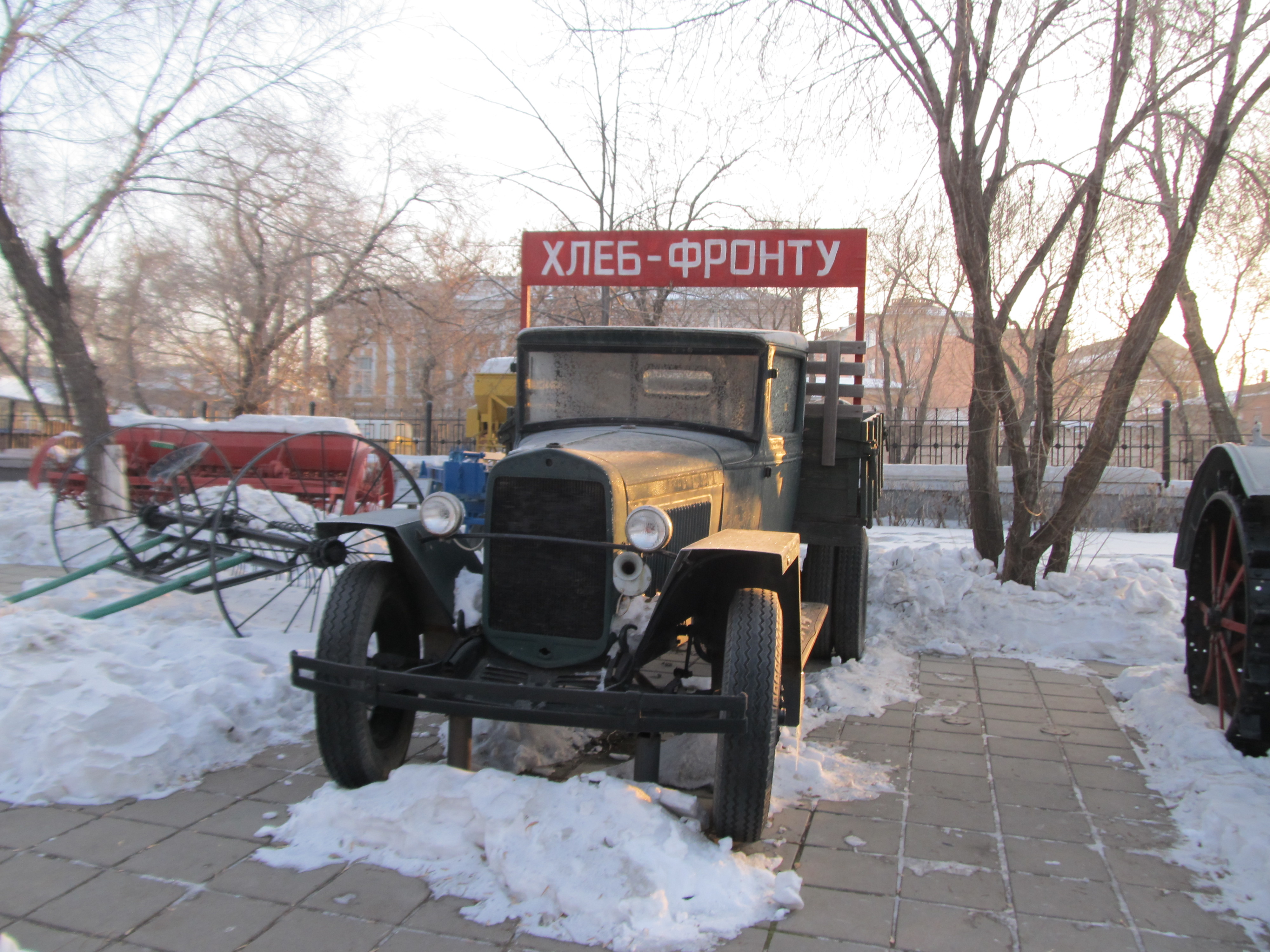
«Хлеб — фронту»
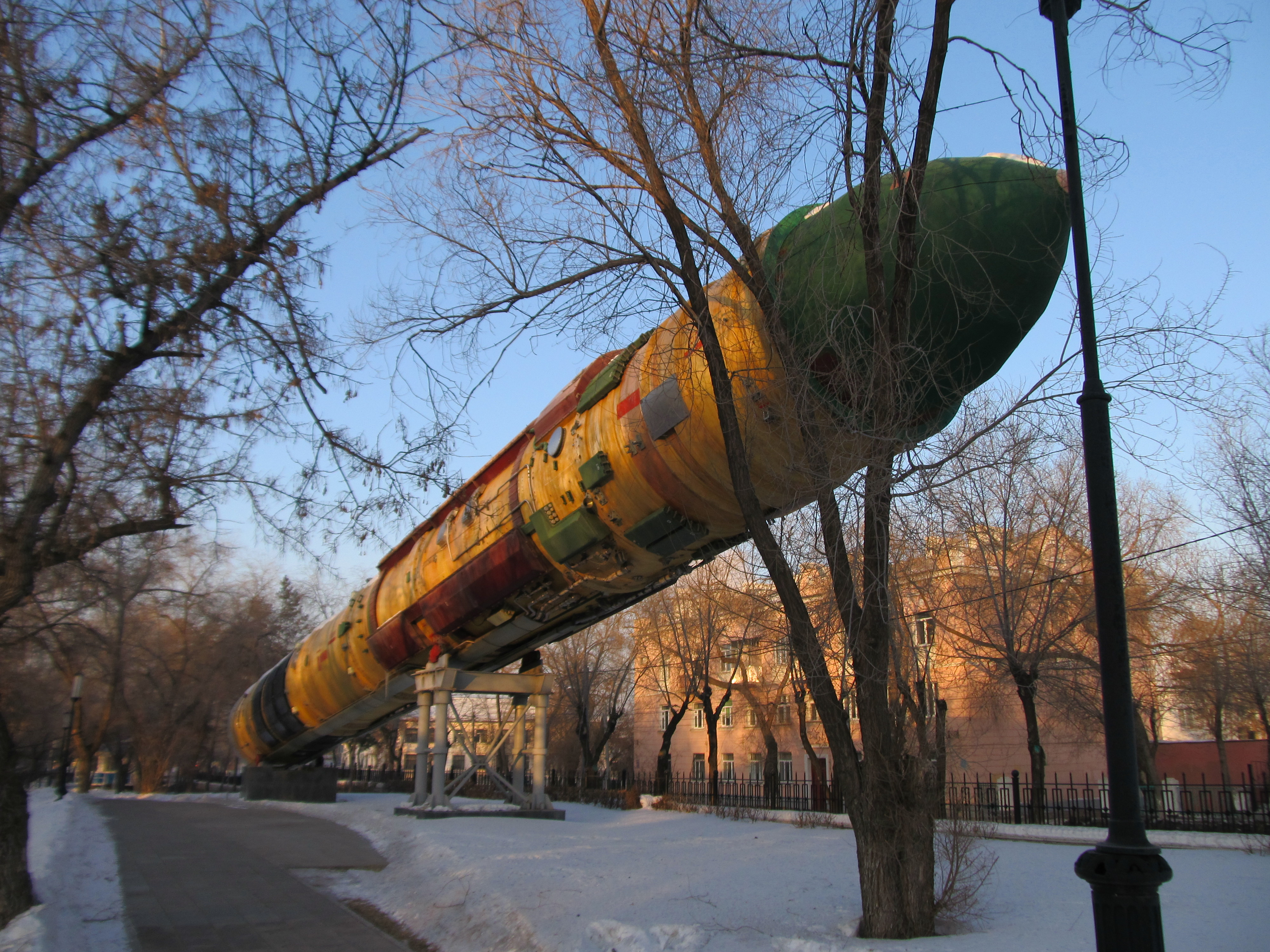
«Воевода»
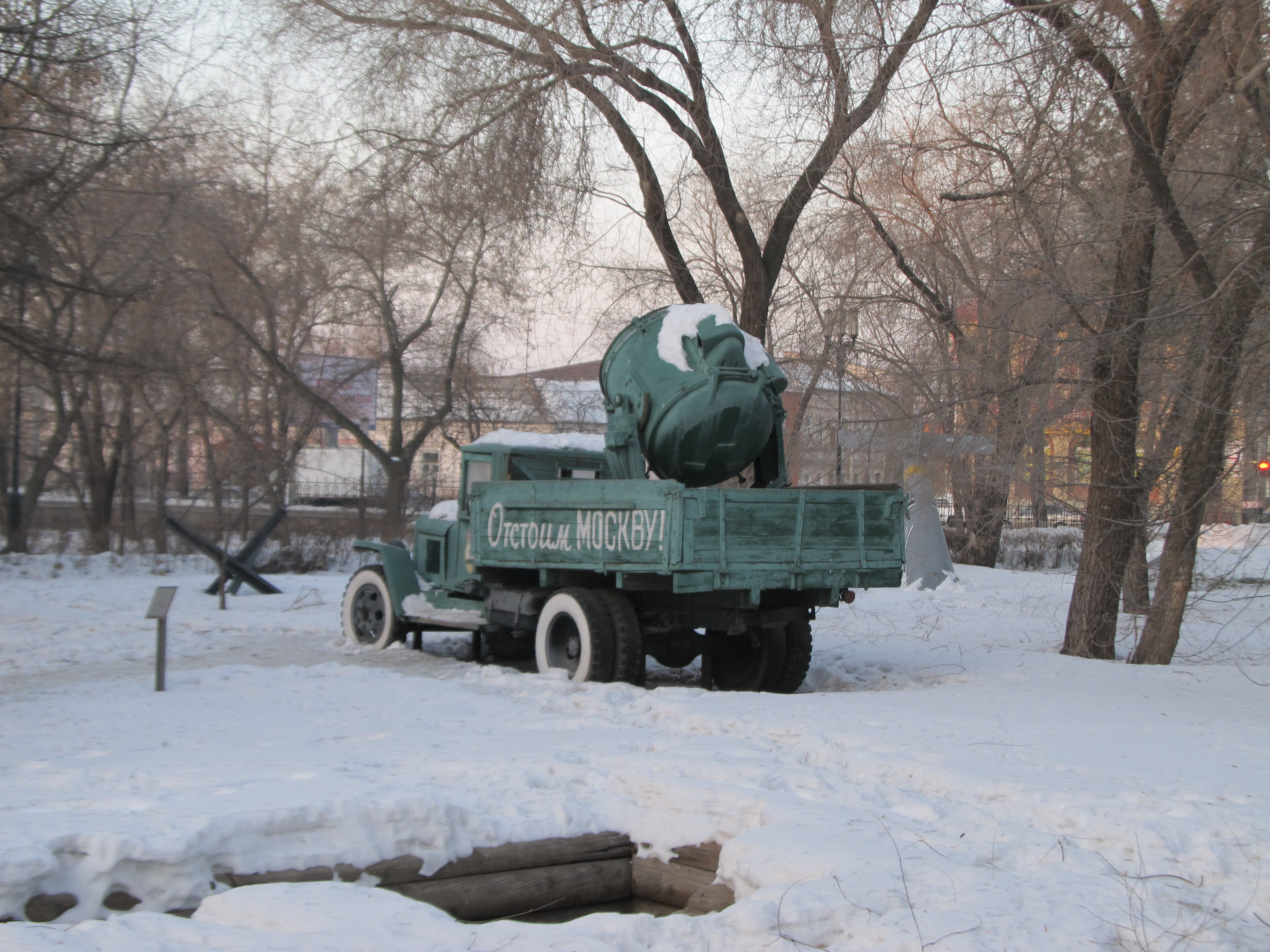
ЗИС-5 с прожектором АПМ-90
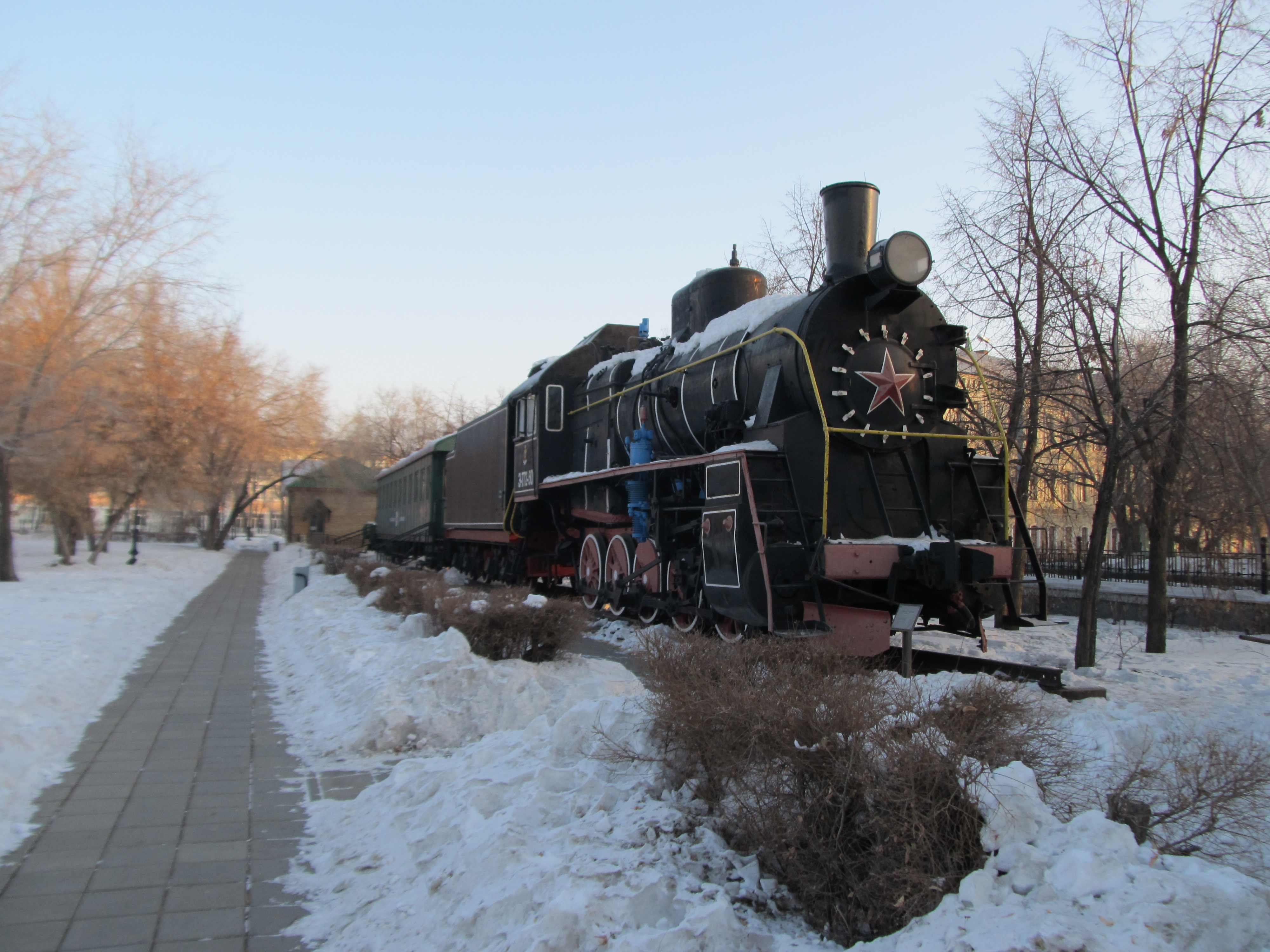
Паровоз серии Э
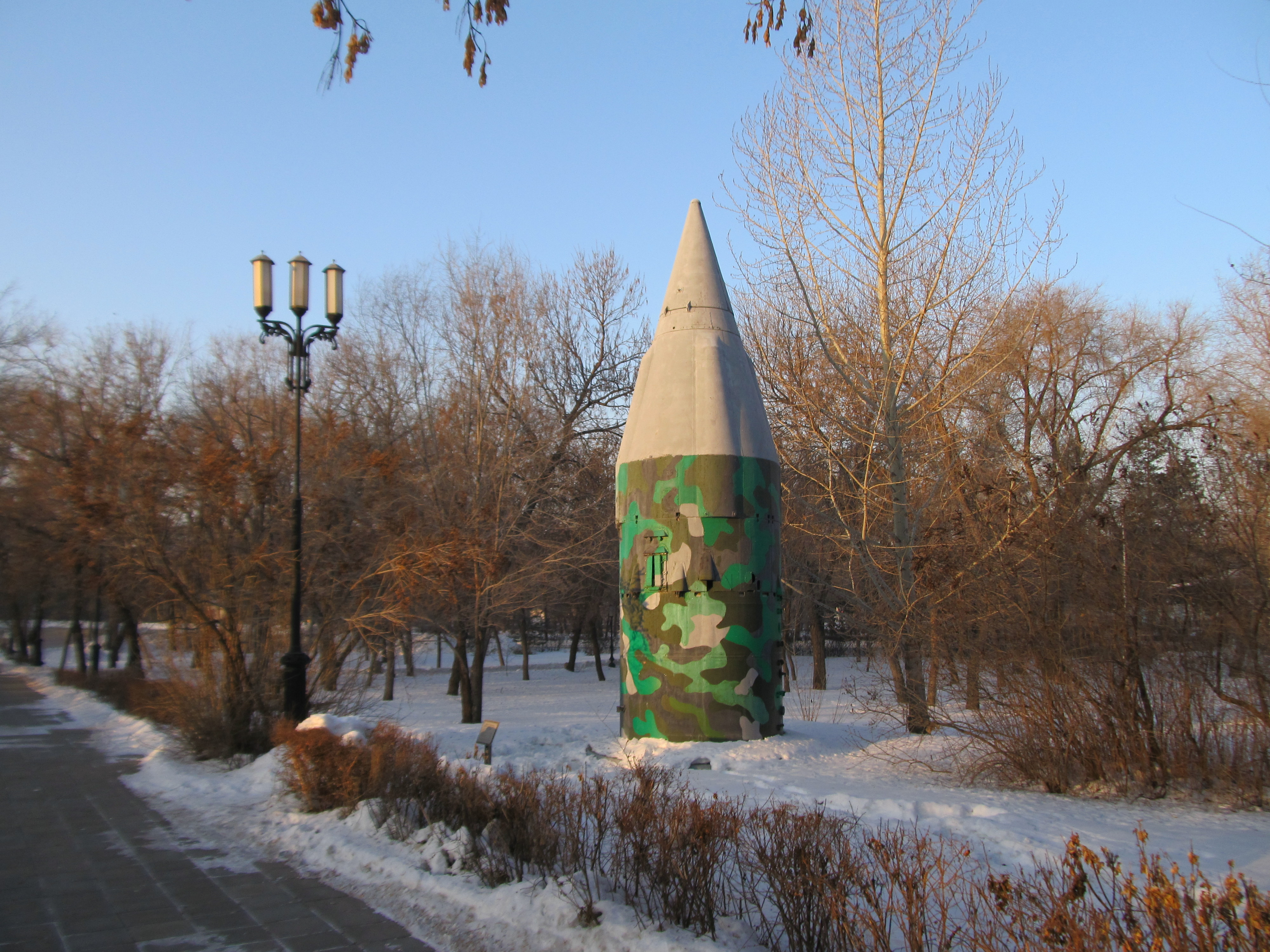
«Рысак»
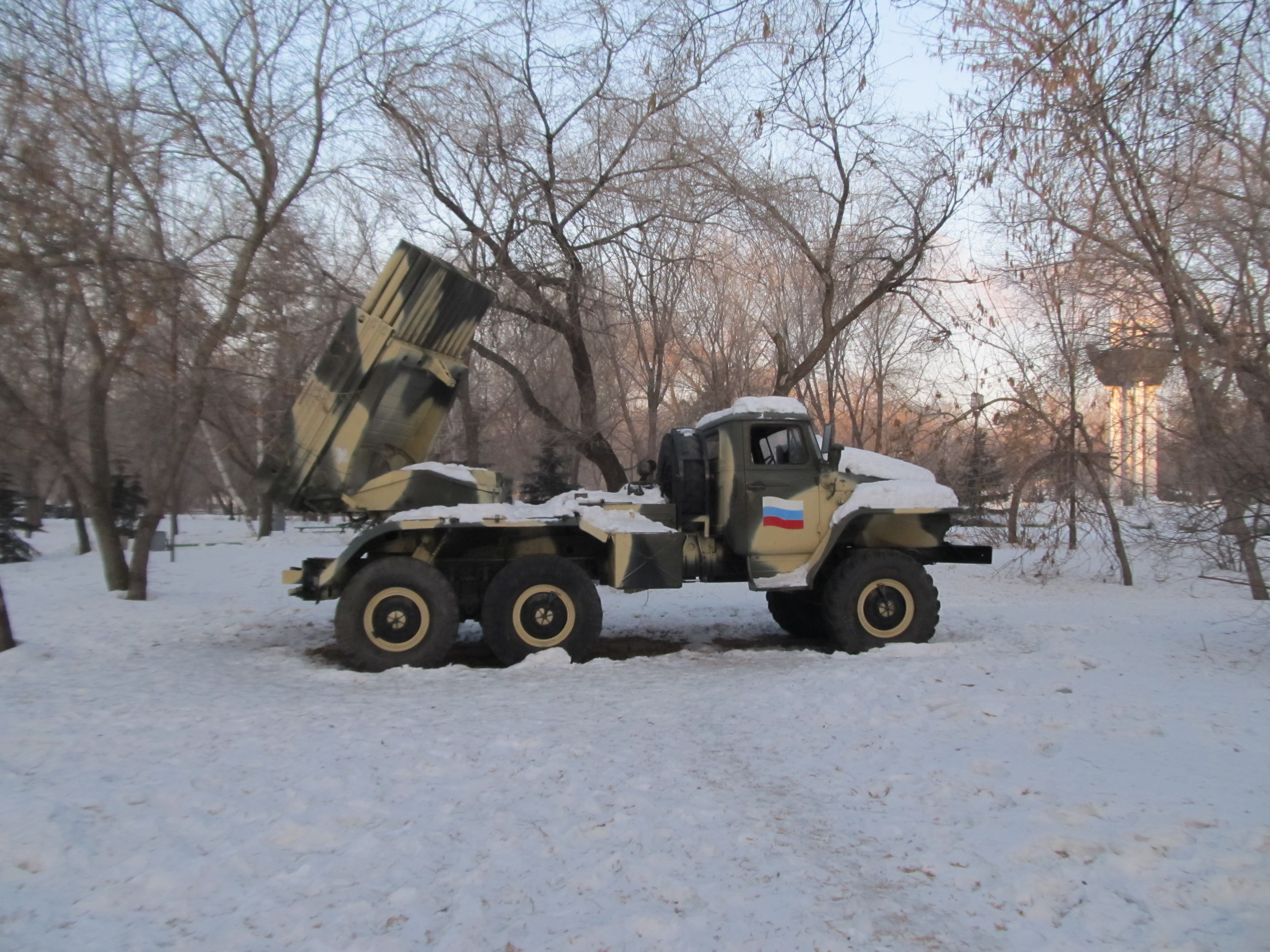
«Град»
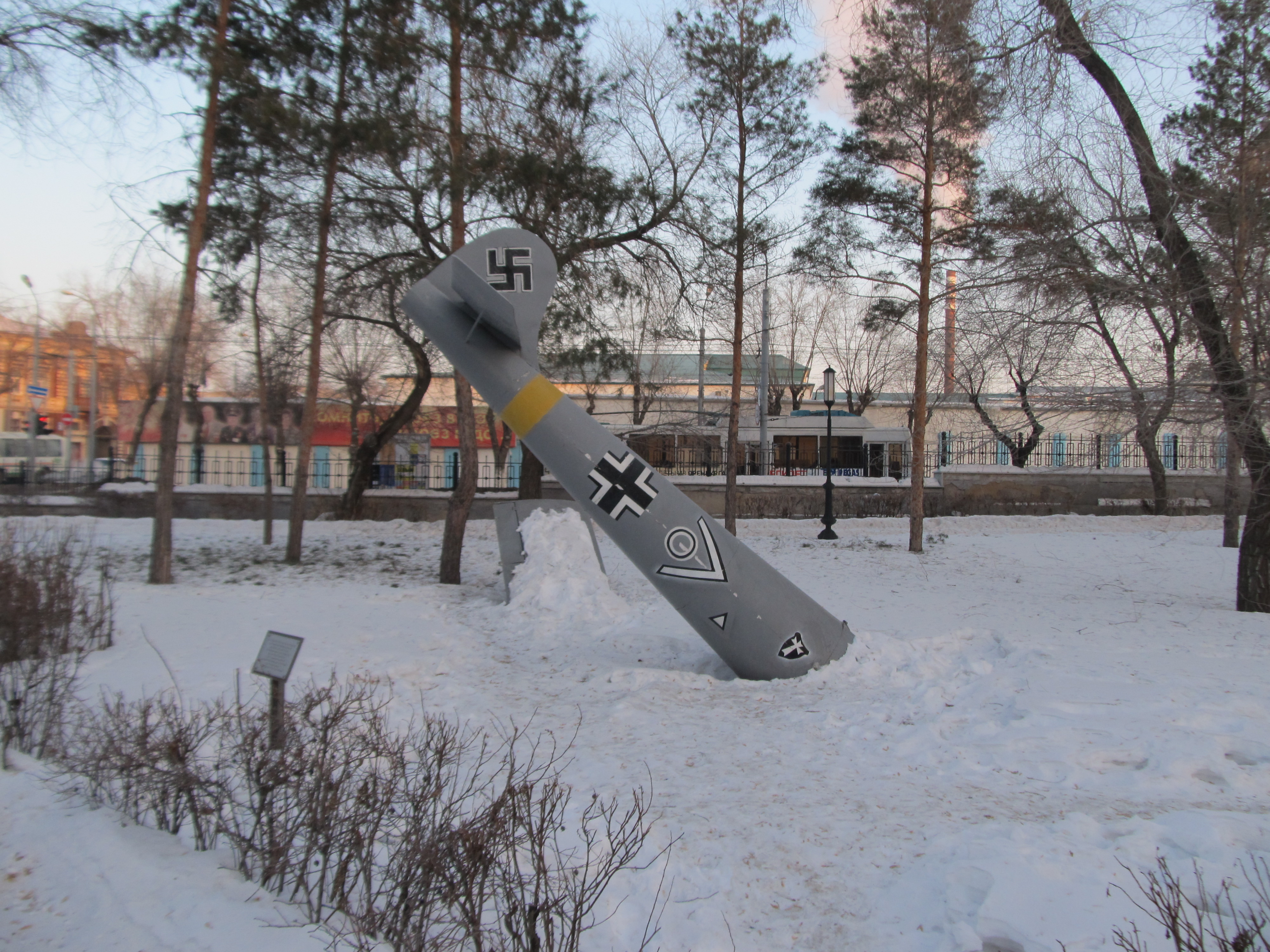
Сбитый нацистский самолёт
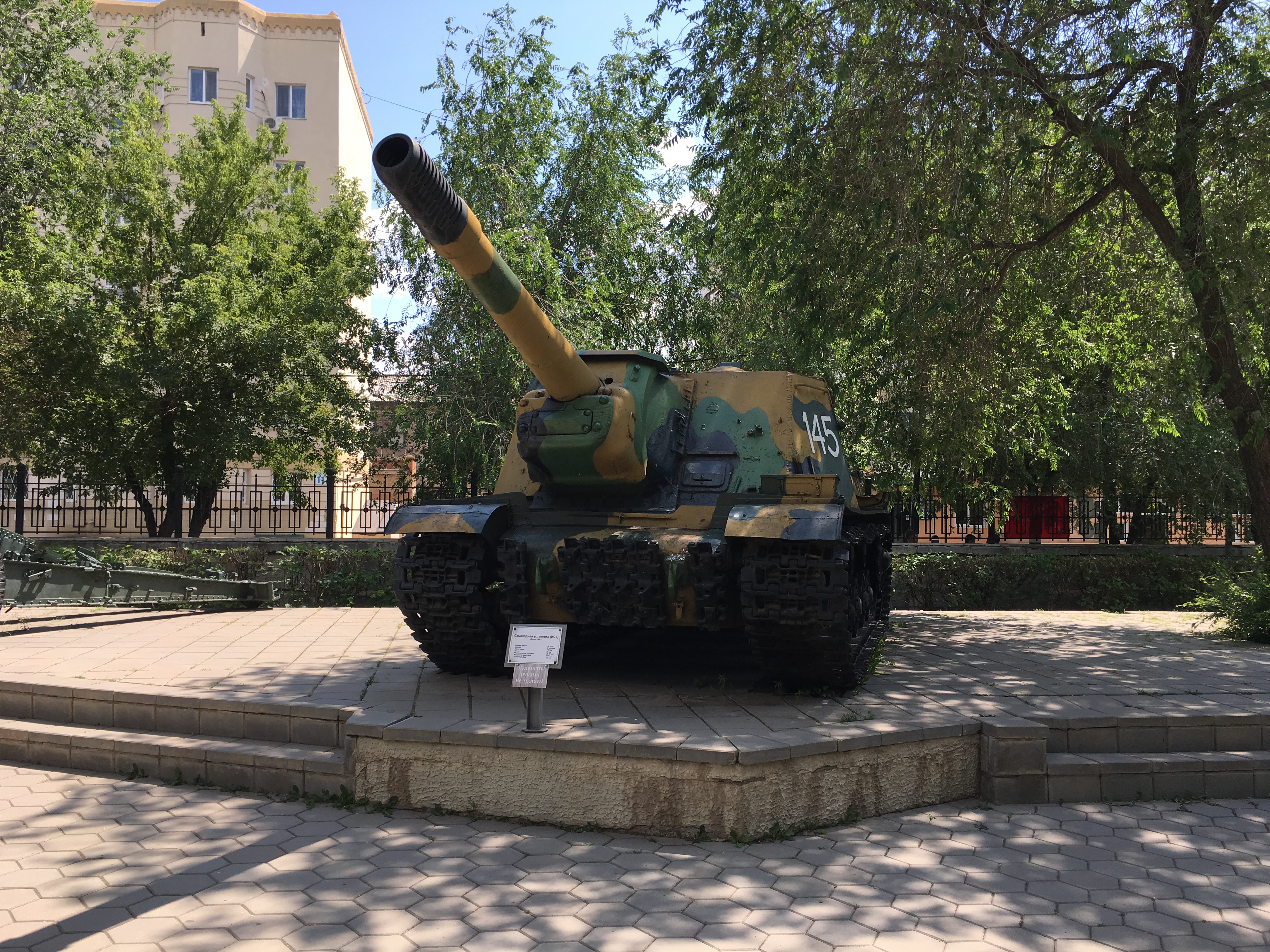
Самоходная артиллерийская установка ИСУ-152